# Мокшанский уезд
Мокшанский уезд — административно-территориальная единица Пензенской губернии, существовавшая в 1780—1925 годах. Уездный город — Мокшан.

## Географическое положение
Уезд располагался в центральной части Пензенской губернии. Площадь уезда составляла в 1897 году 2 752,9 верст² (3 133 км²).

## История
Уезд образован в сентябре 1780 года в составе Пензенского наместничества в результате реформы Екатерины Великой. С 1796 года в составе Пензенской губернии.
В 1925 году Мокшанский уезд был упразднён, его территория вошла в состав Пензенского уезда.

## Население
По данным переписи 1897 года в уезде проживало 109 052 чел. В том числе русские — 98,1%, татары - 1,6%. В городе Мокшан проживало 10 044 чел.

## Административное деление
В 1890 году в состав уезда входило 23 волости
| № п/п | Волость         | Волостное правление | Число селений | Население |
| ----- | --------------- | ------------------- | ------------- | --------- |
| 1     | Богородская     | с. Богородское      | 1             | 1520      |
| 2     | Вазерская       | с. Вазерское        | 8             | 4607      |
| 3     | Елизаветинская  | с. Елизаветинское   | 5             | 2342      |
| 4     | Ломовская       | с. Ломовское        | 6             | 4552      |
| 5     | Лунинская       | с. Лунинское        | 6             | 4307      |
| 6     | Маровская       | с. Маровское        | 15            | 3497      |
| 7     | Мерлинская      | с. Мерлинское       | 11            | 4344      |
| 8     | Михайловская    | с. Михайловка       | 5             | 4379      |
| 9     | Мокшанская      | г. Мокшан           | 7             | 2558      |
| 10    | Ново-Кутлинская | с. Ново-Кутлинское  | 6             | 3835      |
| 11    | Проказнинская   | с. Проказнинское    | 4             | 3309      |
| 12    | Свинухинская    | с. Свинухинское     | 8             | 3249      |
| 13    | Скачковская     | с. Скачковское      | 5             | 4259      |
| 14    | Соловцовская    | с. Соловцовское     | 7             | 3427      |
| 15    | Степановская    | с. Степановское     | 10            | 3450      |
| 16    | Сумароковская   | с. Сумароковское    | 11            | 3866      |
| 17    | Тоузаковская    | с. Тоузаковское     | 7             | 4166      |
| 18    | Трескинская     | с. Трескинское      | 9             | 2310      |
| 19    | Уваровская      | с. Уваровское       | 6             | 3577      |
| 20    | Успенская       | с. Успенское        | 16            | 4775      |
| 21    | Царевщинская    | с. Царевщинское     | 8             | 4697      |
| 22    | Чернозерская    | с. Чернозерское     | 8             | 3919      |
| 23    | Юловская        | с. Юловское         | 5             | 2030      |

В 1913 году в уезде числилось 20 волостей: упразднены Скачковская, Трескинская, Уваровская волости; Маровская волость переименована в Суворовскую (с. Суворово).

## Уездные предводители дворянства[4]
| Время службы | Фамилия, Имя, Отчество                         | Должность/Чин                    |
| ------------ | ---------------------------------------------- | -------------------------------- |
| 1787-1790    | Гладков Григорий Васильевич                    | Коллежский асессор               |
| 1790-1793    | Кривской Аким Григорьевич                      | Надворный советник               |
| 1793-1796    | Каменский Семён Иванович                       | Секунд-майор                     |
| 1796-1799    | Дмитриев Дмитрий Иванович                      | Коллежский асессор               |
| 1800-1803    |                                                |                                  |
| 1804-1807    | Каменский Семён Иванович                       | Секунд-майор                     |
| 1807-1810    | Новиков Михаил Николаевич                      | Коллежский асессор               |
| 1810-1813    | Жуков Пётр Андреевич                           | Гвардии подпоручик               |
| 1813-1816    | Каменский Семён Иванович                       | Секунд-майор                     |
| 1816-1819    | Левин Фёдор Иванович                           | Штабс-ротмистр                   |
| 1819-1822    | Тургенев Павел Иванович                        | Губернский секретарь             |
| 1822-1825    | Дмитриев Иван Дмитриевич                       | Полковник                        |
| 1825-1834    | Левин Фёдор Иванович                           | Штабс-ротмистр                   |
| 1834-1843    | Сабуров Дмитрий Васильевич                     | Майор                            |
| 1843-1867    | Обухов Михаил Петрович                         | Ротмистр                         |
| 1868-1870    | Кашкаров Иван Николаевич                       | Коллежский секретарь             |
| 1870-1873    | Арапов Александр Александрович                 | Камер-юнкер, надворный советник  |
| 1873-1876    | Теплов Алексей Григорьевич                     | Подполковник                     |
| 1876-1880    | Рейссиг Николай Константинович                 | Надворный советник               |
| 1880-1884    | Сазонов Николай Никифорович                    | Губернский секретарь             |
| 1884-        | Князь Друцкой-Соколинский Дмитрий Владимирович | Действительный статский советник |